# 阿拉姆沙
阿拉姆沙（Aram Shah；？—1211年），德里蘇丹國奴隸王朝第二任蘇丹。

## 起源
他與前蘇丹库特布丁·艾伊拜克關係不明確，一些人說是他兒子，但一般歷史學家認為艾伊拜克只有三個女兒，阿布勒·費茲則認為他是蘇丹的弟弟。但無論如何，他有繼位的權利。

## 繼承
早期蘇丹國沒固定繼承的規則，阿拉姆沙是由在拉合爾的突厥埃米爾擁立，但他不是合適的統治者，很快被伊勒杜迷失於1211年在德里附近擊敗。
但不知其是因叛徒出賣，戰死還是被處決。